# Linia kolejowa 92 Miskolc – Bánréve – Ózd
Linia kolejowa Miskolc – Bánréve – Ózd – linia kolejowa na Węgrzech. Jest to linia jednotorowa, zelektryfikowana na odcinku Miskolc – Kazincbarcika prądem przemiennym 25 kV 50 Hz. Łączy Miszkolc i Ózd.

## Historia
Pierwszy odcinek linii między Miszkolcem i Bánréve został oddany 13 lipca 1871 roku.